# La Cabima
La Cabima – miasto w Panamie. Przemysł spożywczy, chemiczny. Według danych szacunkowych, miasto w 2008 roku zamieszkiwało ponad 21 tys. ludzi.